# Za svobodu národa
Za svobodu národa je československé romantické válečné drama z roku 1920 režiséra Václava Binovce. V němém černobílém snímku odehrávajícím se během první světové války hrají v hlavních rolích V. Ch. Vladimírov a Suzanne Marwille. Ve filmu se objevilo několik předních českých politiků té doby, včetně Karla Kramáře, prvního premiéra Československa. Film měl premiéru 28. října 1920.

## Obsah
Po vyhlášení odvodu v roce 1914 je student Jiří Voldán povolán do rakousko-uherské armády na východní frontu k boji proti ruské armádě. Zběhne k Rusům a je zraněn v bitvě. Při zotavování v nemocnici v Kyjevě se setkává se slovenskou zdravotní sestrou Maryšou, která uprchla před maďarskými úřady, a zamilují se do sebe. Uzdravuje se a vstupuje do československých legií. Poté Voldán bojuje také ve Francii a Itálii, je ale zajat Rakušany a odsouzen k smrti, jeho přátelé jej však osvobodí.

## Obsazení
| V. Ch. Vladimírov      | Jiří Voldán      |
| Suzanne Marwille       | Maryša           |
| Evzen Georgij Jevgenev | 1. poručík Szabo |
| Marie Ptáková          | Jiřího matka     |
| Václav Vydra           | von Bühren       |
| Ladislav H. Struna     | Miško            |
| Jan W. Speerger        | horník / Jan Hus |
| Václav Kubásek         | Kubík            |
| Alois Tichý            | dobrovolník      |
| Václav Zatíranda       | dobrovolník      |
| František Marek        | dobrovolník      |
| Jaroslav Svára         | dobrovolník      |
| Karel Votruba          | dobrovolník      |
| Václav Rapp            | dobrovolník      |
| Karel Kramář           | Karel Kramář     |

## Uvedení a přijetí
Film měl premiéru 28. října 1920 v Praze. Kritik Adolf Branald film popisuje jako „vlasteneckou montáž o bojích legionářů za svobodu“ s tím, že režisér si oblíbil především scénář a romantiku, která se rozvíjí mezi postavami Voldána a Maryšy. Italský autor Gian Piero Brunetta uvádí film jako jeden z pozoruhodných filmů doby dokumentující českou zkušenost z první světové války, spolu se snímky Legionář režiséra Rudolfa Mestáka (1920), Jménem jeho Veličenstva (1928) Antonína Vojtěchovského, a Plukovník Švec Svatopluka Innemanna (1930). Film byl tehdejší kritikou mj. popsán jako „autentický“. 
Filmový sborník historický zdůrazňuje mj. scénu, ve které na Štědrý den před vojáky předstupuje několik významných českých historických osobností, včetně Jana Husa a Jana Žižky. Odborná publikace Griffithania si zase všímá scény, ve které je ukřižován židovský hospodář z Haliče.